# Tati de Moraes
Beatriz Azevedo de Mello de Moraes (Taubaté, 8 de janeiro de 1911 - 1995) mais conhecida como Tati de Moraes e também como Tati A. de Mello, foi uma tradutora, jornalista e crítica de cinema brasileira, que se tornou mais conhecida por ser a primeira esposa de Vinícius de Moraes, num casamento que durou 11 anos e gerou um casal de filhos.

## Biografia
Tati era de uma família rica tradicional de São Paulo, amiga de Oswald de Andrade, Tarsila do Amaral e Raul Bopp. Casou com Vinícius de Moraes em 1938, por procuração, pois ele ganhara uma bolsa de estudos em Oxford, para estudar línguas e literatura inglesa. Considera-se que ela foi a grande incentivadora intelectual para que ele se tornasse poeta, assim como também o incentivou a fazer o concurso para a carreira diplomática no Itamaraty. Em 1939, devido ao início da Segunda Guerra Mundial, já casado com Tati, Vinícius volta ao Brasil.
Anteriormente, Tati servira de modelo para duas personagens de Monteiro Lobato: o peixinho vermelho Tati e, por causa de seu nariz arrebitado, a Narizinho, em Reinações de Narizinho. No livro “Ela é Carioca: uma enciclopédia de Ipanema”, Ruy Castro relata que Tati de Moraes suspeitava ser filha de Monteiro Lobato, com quem sua mãe tivera um envolvimento, iniciado em Taubaté, por volta de 1910, e continuado em São Paulo.
Tati e Vinícius ficaram casados durante 11 anos, e tiveram dois filhos, Suzana (1940-2015) e Pedro (1942). Para ela, o poeta escreveu um de seus mais conhecidos e belos sonetos, o “Soneto de Fidelidade”. Em 1953, a cantora Aracy de Almeida gravou "Quando Tu Passas Por Mim", primeiro samba de autoria de Vinícius, em parceria com Antônio Maria, e a canção fora dedicada à Tati, marcando, porém, o fim do seu casamento, após o que Vinícius casaria mais oito vezes.

## Traduções
- O Diário de Evangeline (The Vicissitudes of Evangeline), de Elinor Glyn, escrito em 1905, a 1ª edição da Companhia Editora Nacional foi em 1937, pela Coleção Biblioteca das Moças, volume 30, e a última em 1956, num total de 4 edições.
- Jardim do Desejo, de May Christie, volume 31 da Coleção Biblioteca das Moças, da Companhia Editora Nacional. A 1ª edição foi em 1937, a última em 1955, em 5 edições.
- Medo do Amor, de Berta Ruck, volume 59 da Coleção Biblioteca das Moças, da Companhia Editora Nacional. A 1ª edição é de 1938, a última de 1955, 4 edições.
- A Eterna Eva, de May Christie, volume 66 da Coleção Biblioteca das Moças, da Companhia Editora Nacional. A 1ª edição em 1939, a última em 1955, com 4 edições.
- A Sétima Miss Brown (The Seventh Miss Brown), de Concordia Merrel, volume 77 da Coleção Biblioteca das Moças, da Companhia Editora Nacional. A 1ª edição é de 1940, a última de 1957, com 3 edições.
- Adão e Algumas Evas (Adam – and some Eves), escrito por Concordia Merrel em 1931, volume 88 da Coleção Biblioteca das Moças, da Companhia Editora Nacional. A 1ª edição em 1933, a última em 1957, com 4 edições, a 4ª edição em 2 volumes.
- Hedda Gabler: Clarice Lispector e Tati de Moraes traduziram a peça “Hedda Gabler”, de Henrik Ibsen, com data provável de 1965, para a peça homônima sob direção de Walmor Chagas, em São Paulo, 1965. A peça recebeu o prêmio de Melhor Tradução de 1966, pela APCT.[7]
- Pequenas Raposas, de Lillian Hellman, traduzido em parceria com Clarice Lispector, pela Livraria José Olympio Editora.
- A canção da relva (The Grass is Singing), de Doris Lessing, Rio de Janeiro: Editora Record, 1950.
- A cor do sangue (The color of blood), de Brian Moore, São Paulo: Companhia das Letras, 1988.
- Contos, de Graham Greene; tradução de Tati de Moraes e Ruth Leão, Rio de Janeiro: Editora Agir, 1959.
- Fora deste mundo (Out of this world), de Graham Swift, São Paulo: Companhia das Letras, 1989.
- Os nomes (The names), de Don DeLillo, São Paulo: Companhia das Letras, 1989.
- Cinco estações, de A. B. Yehoshua ; tradução de Emanuel Brasil e Tati de Moraes ; direção de Jayme Salomão, Rio de Janeiro: Editora Imago, 1990.
- Balthazar, rapaz de família (Balthazar, fils de famille), de François-Marie Banier, Rio de Janeiro: Editora Guanabara, 1987.
- A Casa de Bernarda Alba, última obra que Garcia Lorca escreveu para o teatro em junho de 1936, foi traduzida pela dupla Clarice Lispector e Tati de Moraes. A autoria da tradução está manuscrita no original datilografado, entretanto,  não há outras informações como a data da tradução e se houve ou não montagem do texto traduzido.[8]
- Brazilian Bombshell: The Biography of Carmen Miranda, de Martha Gil-Montero; tradução de Tati de Moraes, Rio de Janeiro: Editora Record, 1989.